# Arthur Berson
Pour les articles homonymes, voir Berson (homonymie).
Arthur Josef Stanislaus Berson (6 août 1859 – 3 décembre 1942) était un météorologue allemand né à Neu Sandec (maintenant Nowy Sącz) en Galicie. Berson est surtout connu pour ses expériences en haute altitude utilisant des aérostats.

## Éducation
Berson a fréquenté le gymnasium de Neu Sandez puis l’université de Vienne où il a obtenu un diplôme en philosophie. Par la suite, il s’est spécialisé en météorologie et en géographie à l’université Humboldt de Berlin sous la direction de Ferdinand von Richthofen et Wilhelm von Bezold (de).

## Carrière
En 1890, il a été engagé comme assistant du météorologue Richard Aßmann à l’Institut météorologique de Berlin en même temps qu’il était le secrétaire du Deutschen Verein zur Förderung der Luftschiffahrt, la première association aéronautique d’Allemagne.
De 1896 à 1899, Berson a été l’éditeur du Zeitschrift für Luftfahrt und Physik der Atmosphäre (Magazine pour l’aviation et la physique de l’atmosphère).
En 1900, il est devenu Hauptobservator du nouvel Observatoire aéronautique de Berlin-Tegel, puis à l’Observatoire aéronautique Lindenberg de Beeskow.

### Aérologie
Durant les années 1890, Berson et d’autres aéronautes ont effectué de nombreux vols en simultané dans divers pays d’Europe pour étudier la variation de la structure atmosphérique. Cela était pour développer une méthode commune de sondage atmosphérique et de développer la coopération dans l’étude de la nouvelle science de l’aérologie.

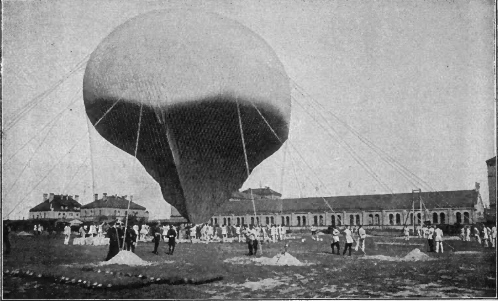
Le Preussen, utilisé lors du vol du 31 juillet 1901.

Le 4 décembre 1894, il a établi un record d’altitude à 9 155 mètres à bord de ballon à hydrogène Phoenix. Le 10 janvier 1901, accompagné de l’officier artilleur Alfred Hildebrandt, il a voyagé de Berlin à Markaryd en Suède, la première traversée aérienne de la mer Baltique. Exactement un an plus tard, avec Hermann Elias, il a établi le record allemand de distance par ballon de Berlin à Poltava en Ukraine, 1 460 kilomètres en trente heures.
Le 31 juillet 1901, avec le météorologue Reinhard Süring, Berson a effectué son ascension la plus célèbre, à bord du Preussen. Partis de Berlin-Tempelhof, ils ont atteint 10 800 mètres d’altitude. Ils ont utilisé de l’oxygène en bombonnes au-dessus de 6 000 mètres mais à 10 000 mètres ils ont quand même perdu connaissance. Malgré tout, ils ont pu reprendre conscience et terminer le vol près de Briesen, après 7,5 heures de vol. Ce record avait une grande importance scientifique. Les données climatiques prises simultanément par les deux aéronautes et par des ballons-sondes lâchés du sol le long de leur trajet ont montré que les deux concordaient ce qui a permis de dissiper tout doute quant à la validité des données recueillies par les instruments des ballons. Les chercheurs pouvaient maintenant les utiliser avec confiance ce qui mena à la découverte de la stratosphère par Richard Aßmann et Léon Teisserenc de Bort en 1902.

### Physiologie
Les nombreux vols de Berson ont également donné de précieuse informations sur les répercussions physiologiques sur le corps humain des vols en altitude. Il a procédé à des expériences conçue par les physiologistes Hermann von Schrötter (de) et Nathan Zuntz (de) sur les accidents de décompression, dont être cobaye en médecine hyperbare à l’hôpital Jüdischen Krankenhaus de Berlin.

### Autres
Berson a finalement fait plusieurs recherches en aérologie avec des cerfs-volants près de Svalbard en Suède, il est un pionnier des observations en Afrique orientale allemande et en aérologie sur le bassin de l’Amazone.

## Honneurs
Pour son travail en aérologie, il a obtenu avec Richard Aßmann la médaille Buys Ballot, décerné par l’Académie royale des arts et des sciences néerlandaise, en 1903.